# پروژه ۶
پروژه ۶ یک برنامه نظارت جهانی است که به‌طور مشترک توسط آژانس اطلاعات مرکزی آمریکا (سیا) و آژانس اطلاعات فدرال و اداره فدرال نگهبانی از قانون اساسی آلمان اجرا می‌شود. به عنوان بخشی از برنامه ضد تروریسم، این پروژه شامل پایگاه داده بزرگی شامل اطلاعات فردی، عکس‌ها، پلاک وسیله نقلیه، تاریخچه وبگردی و فراداده تلفن هر شخص می‌شود تا درک بهتری از روابط جهادی‌های تحت نظر بدست آید.
مرکز فرماندهی این پروژه در شهر نویس ایالت نوردراین-وستفالن آلمان قرار دارد.